# Mandos
Námo Mandos este un caracter ficțional din legendariumul scriitorului J.R.R. Tolkien. Numele uzual al lui Mandos este Námo care înseamnă judecător.